# Gerd Kafka
Gerd Kafka (Salisburgo, 25 agosto 1961) è un pilota motociclistico austriaco ritiratosi dall'attività agonistica.

## Carriera
Gerd Kafka debutta nel motomondiale come wild card nel gran premio di San Marino 1984 nella classe 80 in sella ad una Sachs. Chiude la gara al 7º posto, ottenendo così i suoi primi punti mondiali al debutto e classificandosi 17º nel mondiale con 4 punti. L'anno seguente è dunque pilota titolare nel motomondiale in classe 80, stavolta in sella ad una Seel. Conquista il suo primo podio arrivando 3º in Germania e successivamente ottiene la sua prima vittoria in carriera in Olanda. A fine stagione si classifica 3º nel mondiale con 48 punti.
Nel 1986 rimane sempre nella classe 80, cambiando nuovamente moto e stavolta passando su una Krauser. La stagione va in un modo molto diverso da quella precedente, Kafka riesce a ottenere come miglior risultato un 7º posto in Gran Bretagna e si classifica 10º nel mondiale con 9 punti. L'anno seguente prova a partecipare da wild card al gran premio d'Austria nella classe 125 a bordo di una Kazuo-FH, senza però riuscire a qualificarsi. Prova anche a partecipare ai successivi tre gran premi, senza mai riuscire a prendere il via. Si conclude così la sua esperienza nel motomondiale.

## Risultati nel motomondiale

### Classe 80
| 1984 | Classe | Moto  |    |  |  |  |  |    |  |  |  |    |    |   |  |  |  | Punti | Pos. |
| ---- | ------ | ----- | -- |  |  |  |  | -- |  |  |  | -- | -- | - |  |  |  | ----- | ---- |
| 1984 | 80     | Sachs | NE |  |  |  |  | NE |  |  |  | NE | NE | 7 |  |  |  | 4     | 17º  |

| 1985 | Classe | Moto |    |   |   |     |    |   |   |    |   |    |    |   |  |  |  | Punti | Pos. |
| ---- | ------ | ---- | -- | - | - | --- | -- | - | - | -- | - | -- | -- | - |  |  |  | ----- | ---- |
| 1985 | 80     | Seel | NE | 4 | 3 | Rit | NE | 5 | 1 | NE | 8 | NE | NE | 5 |  |  |  | 48    | 3º   |

| 1986 | Classe | Moto    |     |   |    |     |    |   |    |    |   |    |    |  |  |  |  | Punti | Pos. |
| ---- | ------ | ------- | --- | - | -- | --- | -- | - | -- | -- | - | -- | -- |  |  |  |  | ----- | ---- |
| 1986 | 80     | Krauser | Rit | 8 | 12 | Rit | 16 | 9 | NE | NE | 7 | NE | 17 |  |  |  |  | 9     | 10º  |

| 1987 | Classe | Moto     |    |  |  |  |    |    |    |    |    |  |  |  |  |    |    | Punti | Pos. |
| ---- | ------ | -------- | -- |  |  |  | -- | -- | -- | -- | -- |  |  |  |  | -- | -- | ----- | ---- |
| 1987 | 125    | Kazuo-FH | NE |  |  |  | NQ | NE | NP | NP | NP |  |  |  |  | NE | NE | 0     |      |

| Legenda | 1º posto        | 2º posto            | 3º posto            | A punti      | Senza punti        | Grassetto – Pole position Corsivo – Giro più veloce |
| Legenda | Gara non valida | Non qual./Non part. | Ritirato/Non class. | Squalificato | '-' Dato non disp. | Grassetto – Pole position Corsivo – Giro più veloce |